# 绞罪器械图式

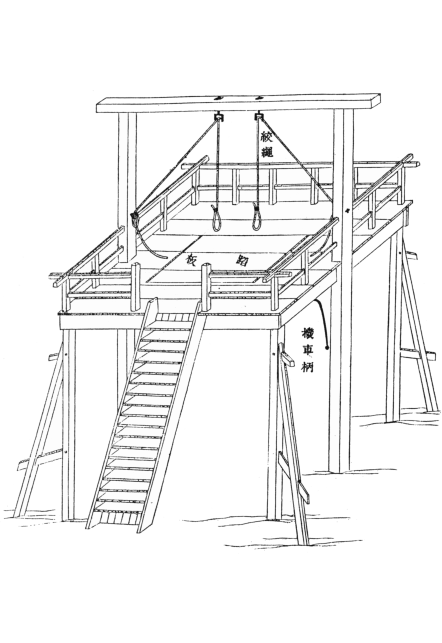
绞刑架全图

绞罪器械图式是明治6年（1873年）2月20日第65号太政官布告的主要内容，它规定了日本执行死刑所使用的器械的基本样式，并且一直沿用到现在。

## 制定缘由
明治政府于1870年颁布法令（《新律纲领》明治3年12月20日第944号布告），规定以绞刑取代原有的死刑执行方法（如斩首）。当时引入的是一种悬吊式的行刑器具——“绞柱”。该器具的机制是将绳索套在死囚犯的后颈，绳索另一端悬挂一个重达20贯（约75公斤）的秤砣，以此执行绞刑。然而，这种刑具存在机构不完善、受刑者痛苦剧烈的问题。此外，它还有一个致命缺陷，即有时被执行死刑的人会复苏。包括“石铁县死囚复苏事件”在内，共有三起执行失败的案例。
因此，小原重哉参考了亲自临摹写生的英国绞刑架实物，制作了模型，并提交了关于改良绞刑器械的建议。该建议被采纳，并最终促成本法令的制定。

## 内容概述
此太政官布告附有作为别纸图式的以下图纸：绞架全图、踏板表面图、机箱、机箱附属铁板图、踏板里面图、机箱装置图、绞绳环图、铁板架图、螺旋图、绞绳略图。